# Albert Ouzoulias
Albert Georges Ouzoulias ps. „Marc”, „Colonel André” (ur. 20 stycznia 1915 w Contrevoz, zm. 28 listopada 1995 w Créteil) – francuski działacz komunistyczny, uczestnik ruchu oporu.

## Biografia

### Wczesna działalność
Po oblaniu egzaminu wstępnego do École Normale Bourg-en-Bresse rozpoczął pracę na poczcie. W 1932 Ouzoulias, dotąd niezaangażowany politycznie, odpowiedział na apel antywojenny Henriego Barbusse'a'a, Romaina Rollanda, Heinricha Manna, Maksyma Gorkiego, Alberta Einsteina i Johna Dos Passosa. Jednym z powodów jego pacyfistycznych poglądów była śmierć ojca na froncie Wielkiej Wojny. W 1933 wstąpił do PCF, a rok później do jej młodzieżówki Młodzieży komunistycznej. Rok później przeniósł się do Paryża i został oficjalnym szefem propagandy ugrupowania. Tam też poznał swoją przyszłą żonę.

### Ruch Oporu
W momencie agresji hitlerowskiej na Francję został zmobilizowany do 12 Pułku Piechoty Kolonialnej w Agen i 12 czerwca 1940 wzięty do niewoli. Przy drugiej próbie ucieczki zdołał zbiec z obozu jenieckiego do Austrii 26 lipca 1941. Wrócił do okupowanej Francji i stanął na czele formujących się Batalionów Młodzieży, jednostki Wolnych Strzelców i Partyzantów powstałej z przekształcenia podziemnej Młodzieży Komunistycznej 2 sierpnia 1941. Przyjął wówczas pseudonim "Marc" na cześć bohatera powieści L'âme enchantée autorstwa Romain'a Rolland'a. Współpracował blisko z Pierre Georgesem i Eugène Hénaffem. 20 października 1941 likwiduje w Nantes podpułkownika Karla Hotza, komendanta miejscowego garnizonu Wehrmachtu. Po powstaniu Wolnych Strzelców i Partyzantów wszedł w skład Krajowej Rady Wojskowej wspomagając organizację jednostek cudzoziemskich. W 1943 został mianowany Krajowym Komisarzem Wojskowym, a następnie Krajowym Komisarzem Politycznym.
Od początku 1943 roku rozbudowywał kanały łączności między sobą a dowództwami regionów. Po wejściu FTP w skład Francuskich Siły Wewnętrznych został w stopniu pułkownika, pod nowym pseudonimem "André", koordynatorem działań sabotażowych w Basenie Paryskim. 10 sierpnia 1944 odpowiadał za kolportaż plakatów wzywających ludność miasta do powstania. W czasie insurekcji dowodził powstańcami w XII Dzielnicy.
28 sierpnia 1944 razem z kierownictwem FTP-FFI spotkał się z Charles’em de Gaulle'em. 2 września tego samego roku organizował przekształcenie partyzanckich jednostek paryskich w 151 pułk piechoty, koordynował jego wymarsz do Niemiec, a następnie dalej pracował nad podobną reorganizacją innych grup ruchu oporu.

### Po wojnie
Albert Ouzoulias działał w Narodowym Stowarzyszeniu Bojowników Ruchu Oporu i Międzynarodowej Federacji Ruchu Oporu. Mimo swojej ważnej roli polityczno-wojskowej w czasie wojny po jej zakończeniu nie odegrał ważnej roli w kraju. Był radnym w Paryżu i burmistrzem Palisse. Zmarł dziewięć lat po swojej żonie, jest autorem prac nt. FTPF.

## Życie prywatne
11 maja 1940 ożenił się z Cécile Romagon, również aktywistką komunistyczną i uczestniczką (jako łączniczka) ruchu oporu pod pseudonimem "Madame Martial". Jej dwóch braci, Raymond i Pierre zostali aresztowani przez Niemców zaś ojciec zginął w publicznej egzekucji. W kwietniu 1943 została aresztowana jednak ze względu na ciążę zostaje wypuczona na wolność 30 sierpnia. Razem z dzieckiem zostaje wzięta pod specjalną opiekę FTP. Zmarła w 1986.

## Odznaczenia
- Kawaler Legii Honorowej – 1946
- Krzyż Wojenny 1939-1945 z palmą
- Medal Francuskiego Ruchu Oporu

i inne

## Prace
- Les Bataillons de la Jeunesse, Les éditions Sociales, 1971. ISBN 2-209-05372-2
- Les fils de la nuit, Grasset, 1975 (polskie tłumaczenie: Synowie nocy, Warszawa, Wydawnictwo Ministerstwa Obrony Narodowej 1979)